# Gemmula lordhoweensis
Gemmula lordhoweensis é uma espécie de gastrópode do gênero Gemmula, pertencente a família Turridae.